# Münsterland Giro 2016

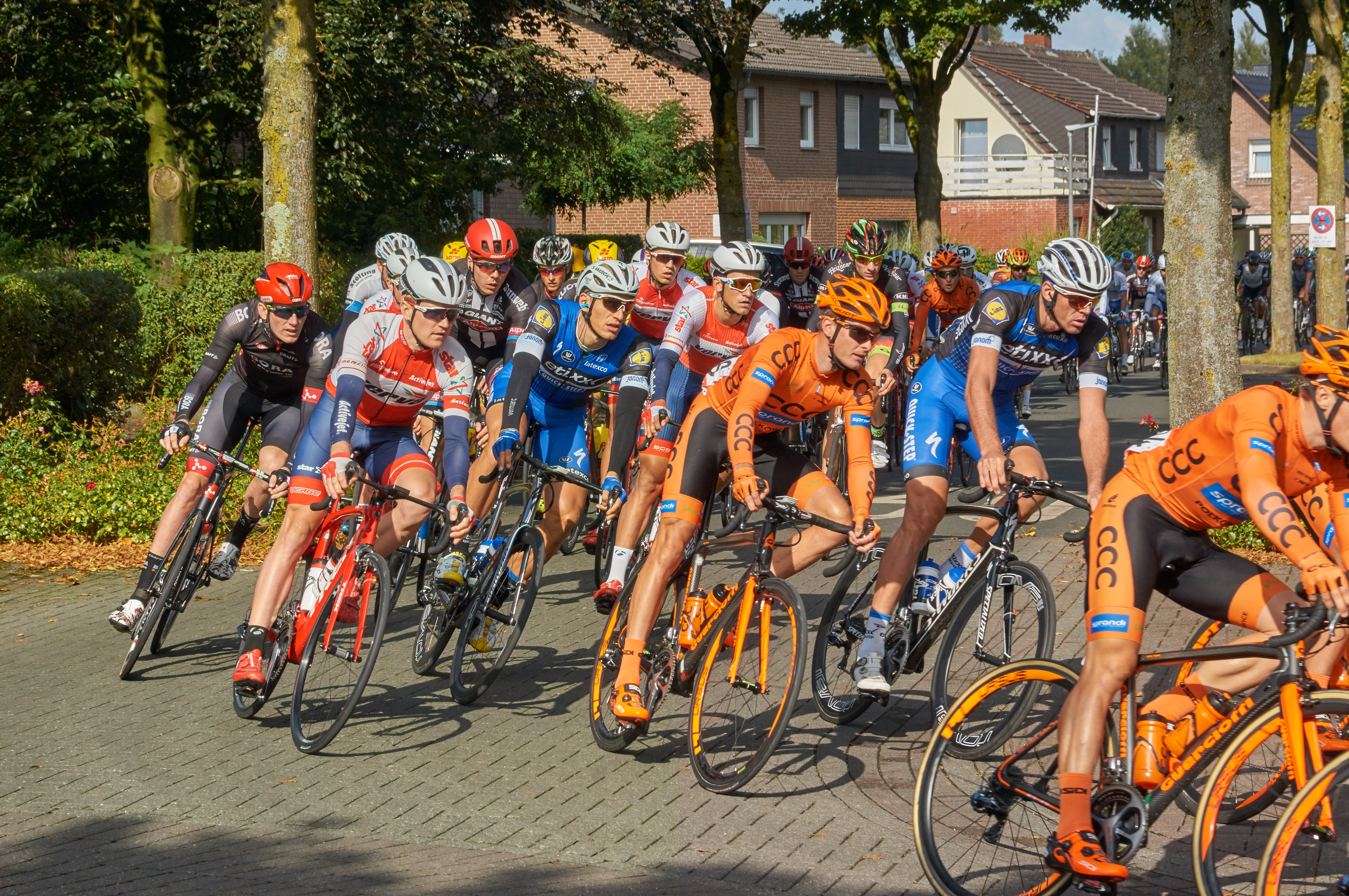
Das Peloton in Coesfeld

Das 11. Münsterland Giro 2016 war ein deutsches Straßenradrennen. Dieses Eintagesrennen fand am Montag, dem 3. Oktober 2016, statt. Es startete in Gronau und endete in Münster nach 208 km. Zudem gehörte das Radrennen zur UCI Europe Tour 2016 und war dort in der Kategorie 1.HC eingestuft.

## Teilnehmende Mannschaften
| WorldTeams (4)- Giant-Alpecin - Lotto-Soudal - Dimension Data - Etixx-Quick Step Professional Continental Teams (9)- Bora-Argon 18 - CCC Sprandi Polkowice - ONE Pro Cycling - Stölting Service Group - Verva ActiveJet - Topsport Vlaanderen-Baloise - Team Roth - Wanty-Groupe Gobert - Team Novo Nordisk Continental Teams (9)- Stradalli-Bike Aid - Rad-net Rose - Kuota-Lotto - Metec-TKH-Mantel - Crelan-Vastgoedservice - Team Sauerland NRW p/b Henley & Partners - Christina Jewelry - LKT Brandenburg - Heizomat |
| |

## Rennergebnis
| #      | Fahrer             | Team                        | Zeit       |
| ------ | ------------------ | --------------------------- | ---------- |
| Sieger | John Degenkolb     | Team Giant-Alpecin          | 4h 50' 52" |
| 2.     | Roy Jans           | Wanty-Groupe Gobert         | gl. Zeit   |
| 3.     | Pascal Ackermann   | rad-net Rose Team           | gl. Zeit   |
| 4.     | Matteo Trentin     | Etixx-Quick Step            | gl. Zeit   |
| 5.     | Dion Smith         | ONE Pro Cycling             | gl. Zeit   |
| 6.     | Alan Banaszek      | CCC Sprandi Polkowice       | gl. Zeit   |
| 7.     | Phil Bauhaus       | Bora-Argon 18               | +0' 02"    |
| 8.     | Gianni Meersman    | Etixx-Quick Step            | gl. Zeit   |
| 9.     | Robin Stenuit      | Wanty-Groupe Gobert         | +0' 03"    |
| 10.    | Bert Van Lerberghe | Topsport Vlaanderen-Baloise | gl. Zeit   |